# Ogcodes caffer
Ogcodes caffer är en tvåvingeart som beskrevs av Friedrich Hermann Loew 1858. Ogcodes caffer ingår i släktet Ogcodes och familjen kulflugor. Inga underarter finns listade i Catalogue of Life.